# دائرة عين الذهب
دائرة عين الذهب إحدى دوائر  ولاية تيارت الجزائرية .  عاصمتها هي عين الذهب  وتضم بلديات  : 
- عين الذهب
- شحيمة
- النعيمة